# داني كوين (مصور سينمائي)
داني كوين (بالإنجليزية: Danny Cohen )‏ (و. 1963  م) هو مصور سينمائي، ومشغل الكاميرا بريطاني، ولد في لندن، بدأ مشواره المهني سنة 1998.

## وصلات خارجية
- داني كوين على موقع IMDb (الإنجليزية)
- داني كوين على موقع IMDb (الإنجليزية)
- داني كوين على موقع قاعدة بيانات الأفلام العربية
- داني كوين على موقع ألو سيني (الفرنسية)
- داني كوين على موقع أول موفي (الإنجليزية)
- داني كوين على موقع قاعدة بيانات الأفلام السويدية (السويدية)
- داني كوين على موقع كينوبويسك (الروسية)